# Vlad Love
Vlad Love (ぶらどらぶ?, Burado Rabu) è un ONA yuri comico-fantastico creato da Mamoru Oshii e animato dallo studio d'animazione Drive, sotto la produzione di Ichigo Animation. Oshii, che ritorna all'animazione a tredici anni di distanza dal film The Sky Crawlers - I cavalieri del cielo e undici dal videoclip Je t'aime, è accreditato come Direttore generale (総監督?,  Sō Kantoku), mentre la regia dei singoli episodi è di Junji Nishimura. La colonna sonora è di Kenji Kawai. 
Originariamente predisposta per ottobre 2020, l'uscita della serie venne posticipata a causa della pandemia di COVID-19: dapprima annunciata per il 28 dicembre 2020, la prima metà degli episodi venne resa disponibile in Internet nel febbraio 2021 e la seconda metà il mese successivo.
L'anime, uno slapstick metacinematografico, è incentrato sull'incontro e sul rapporto tra la liceale giapponese Mitsugu Bamba e la vampira di discendenze rumene Mai Vlad Transylvania.

## Trama
Mitsugu Bamba (絆播 貢?, Banba Mitsugu) è una studentessa giapponese con la passione spasmodica per la donazione di sangue. Un giorno, mentre tenta di convincere due infermiere a farle un prelievo, si imbatte in maniera rocambolesca in Mai Vlad Transylvania (マイ・ブラド・トランシルヴァニア?, Mai Burado Toranshiruvania), una vampira lontana dalla sua casa in Romania. Mitsugu decide di prendersi cura di lei, ospitandola in casa e tentando di inserirla nella sua vita.

## Personaggi
Mitsugu Bamba (絆播 貢?, Banba Mitsugu)
Doppiata da: Ayane Sakura
Mai Vlad Transylvania (マイ・ブラド・トランシルヴァニア?, Mai Burado Toranshiruvania)
Doppiata da: Rina Hidaka
Chihiro Chihmatsuri (血祭 血比呂?, Chimatsuri Chihiro)
Doppiata da: Romi Park
Nami Unten (雲天 那美?, Unten Nami)
Doppiata da: Yū Kobayashi
Maki Watabe (渡部 マキ?, Watabe Maki)
Doppiata da: Saori Hayami
Kaori Konno (紺野 カオル?, Konno Kaoru)
Doppiata da: Kanako Takatsuki
Jinko Sumida (墨田 仁子?, Sumida Jinko)
Doppiata da: Yōko Hikasa
Masumi Katsuno (勝野 真澄?, Katsuno Masumi)
Doppiato da: Kenta Miyake
Okada (岡田?)
Doppiato da: Kaito Ishikawa
Kambara (神原?)
Doppiato da: Ryūnosuke Watanuki
Horita (堀田?)
Doppiato da: Tarō Kiuchi
Padre di Mai (マイのパパ?, Mai no papa)
Doppiato da: Hiroshi Iwasaki